# Grand Prix van Buenos Aires 1947
De Grand Prix van Buenos Aires 1947 was een autorace die werd gehouden op 9 februari 1947 op het stratencircuit van Retiro in Buenos Aires.

## Uitslag
| Positie | Rijder                | Team       | Ronden | Tijd/Opgave       |
| ------- | --------------------- | ---------- | ------ | ----------------- |
| 1       | Luigi Villoresi       | Maserati   | 50     | 1:04:11           |
| 2       | Achille Varzi         | Alfa Romeo | 50     | +1.0              |
| 3       | Chico Landi           | Alfa Romeo | 49     | +1 ronde          |
| 4       | Giacomo Palmieri      | Maserati   | 48     | +2 ronden         |
| 5       | Pablo Pessatti        | Alfa Romeo | 48     | +2 ronden         |
| 6       | Italo Bizio           | Alfa Romeo |        |                   |
| NF      | "Raph"                | Maserati   | 16     |                   |
| NF      | Óscar Alfredo Gálvez  | Alfa Romeo | 10     | Motor             |
| NF      | Carlo Maria Pintacuda | Maserati   |        |                   |
| NF      | Juan Gálvez           | Alfa Romeo |        |                   |
| NF      | Francisco Galligan    | Maserati   |        |                   |
| NF      | Clemar Bucci          | Cadillac   |        |                   |
| NS      | Pascual Puopolo       | Maserati   |        |                   |
| NS      | Enrico Platé          | Maserati   |        |                   |
| NS      | Achille Varzi         | Maserati   |        | Vervanger Wimille |